# 菊亭公長

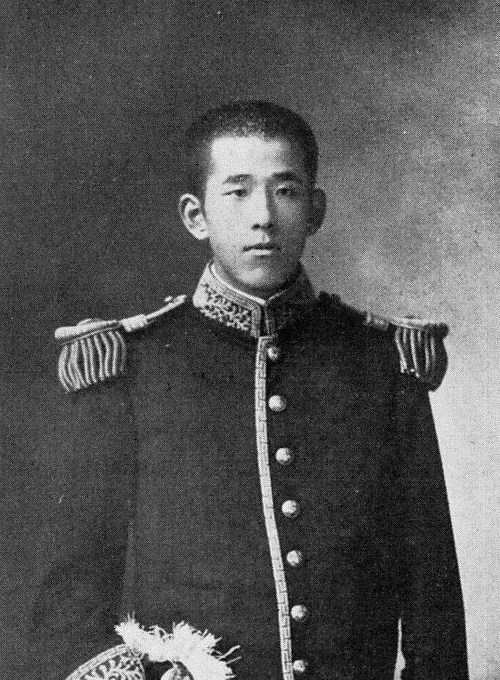
菊亭公長

菊亭 公長（きくてい きんおさ、1889年（明治22年）1月8日 - 1944年（昭和19年）9月23日）は、日本の華族。貴族院侯爵議員、侯爵。

## 経歴
華族・菊亭脩季の長男として生まれる。父の死去に伴い、1905年11月6日、侯爵を襲爵。1914年1月7日、満25歳となり貴族院侯爵議員に就任。火曜会に所属し死去するまで在任した。
1915年、殿掌に就任したが、同年4月15日に依願免となった。

## 栄典
- 1912年（明治45年）1月31日 - 正五位[7]
- 1934年（昭和9年）3月15日 - 正三位[8]

## 親族
- 妻 菊亭章子（あやこ、1894年生) - 中山公憲の庶子（旧名・幸子）[1]
- 長女 鳥居福子(1912年生) - 鳥居忠博の妻[1]
- 長男 菊亭実賢(1916年生) - 侯爵[1]。大野良蔵の娘・寿美子と結婚し賢子をもうけるも離婚。賢子は寿美子の再婚相手の東京銀行副頭取・小沢将邦と養子縁組し、将邦の姉の子・志賀逸夫（志賀潔の孫）と結婚、娘の直子は公長の妻である菊亭章子の養子となった。
- 姉 有馬英子(1881年生) - 有馬頼多（有馬頼底の父）の妻[1]
- 妹 北島幸子（ゆきこ、1897年生) - 北島貴孝の妻[1]

## 系譜
東山天皇の男系七世子孫である。東山天皇の孫（閑院宮直仁親王の子）で鷹司家を継いだ鷹司輔平の男系後裔。

詳細は皇別摂家#系図も参照のこと。